# Flond
Flond (, toponimo romancio) è una frazione di 219 abitanti del comune svizzero di Obersaxen Mundaun, nella regione Surselva (Canton Grigioni).

## Geografia fisica
Il paese si trova nella valle del Reno Anteriore, sull'altopiano di Obersaxen.

## Storia

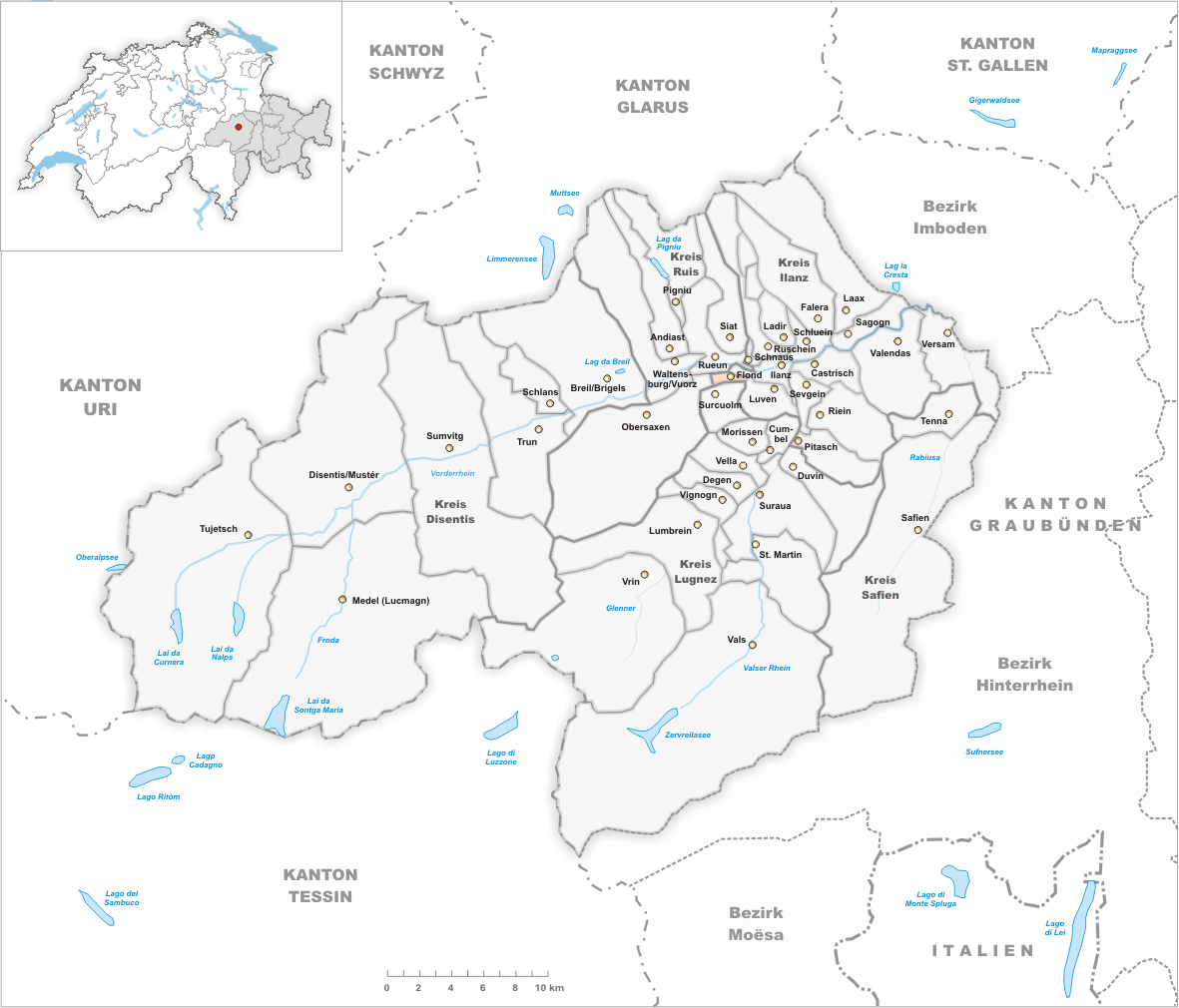
Il territorio del comune di Flond prima degli accorpamenti comunali del 2009

Già comune autonomo che si estendeva per 2,12 km², nel 2009 è stato aggregato all'altro comune soppresso di Surcuolm per formare il nuovo comune di Mundaun, il quale a sua volta nel 2016 è stato aggregato all'altro comune soppresso di Obersaxen per formare il nuovo comune di Obersaxen Mundaun.

## Monumenti e luoghi d'interesse
- Chiesa riformata, eretta nel 1713[2].

## Società

### Evoluzione demografica
L'evoluzione demografica è riportata nella seguente tabella:
Abitanti censiti

### Lingue e dialetti
Nel 2000 il 50% della popolazione parlava la lingua romancia.